# Orașele interbelice ale Regatului României
Orașele interbelice ale Regatului României au fost localitățile cu statut urban ce se aflau pe teritoriul României Mari în perioada 1918–1940. Acestea erau de două categorii: municipii și comune urbane (echivalentul rangului de oraș în prezent). Regatul României a avut un număr total de 180 de localități urbane, dintre care 22 cu rangul de municipiu și 158 cu rangul de comună urbană. În prezent, 147 dintre aceste localități se află pe teritoriul actual al României, restul de 33 fiind situate în Ucraina, Republica Moldova și Bulgaria.

## Prezentare generală

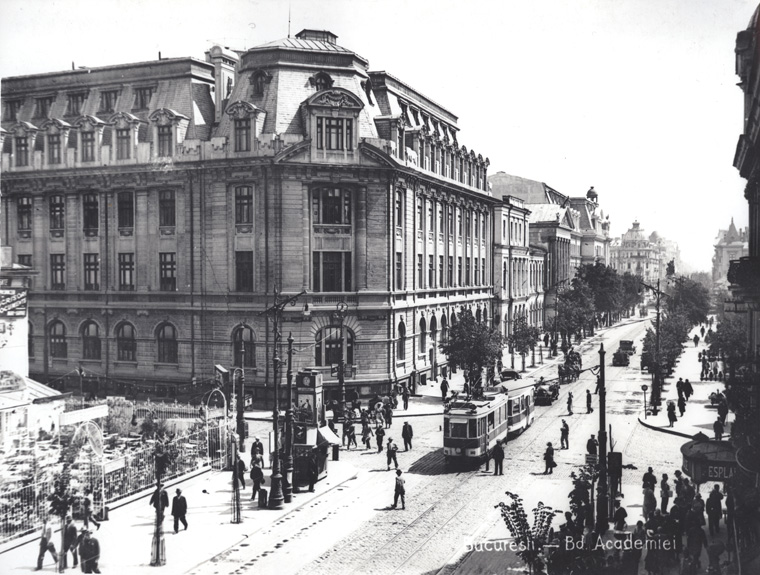
București, regiunea istorică Muntenia

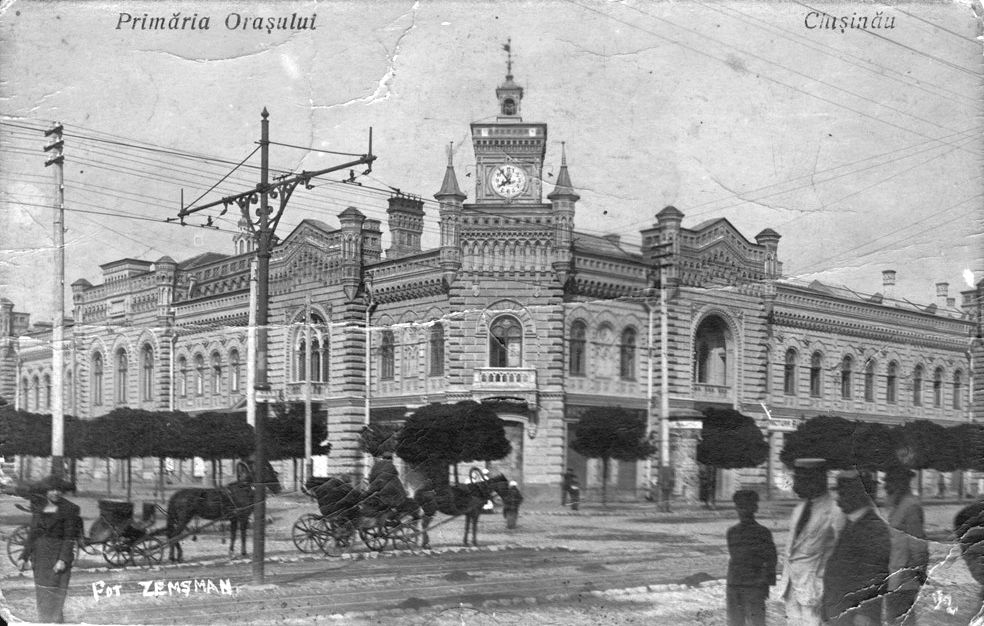
Chișinău, regiunea istorică Basarabia

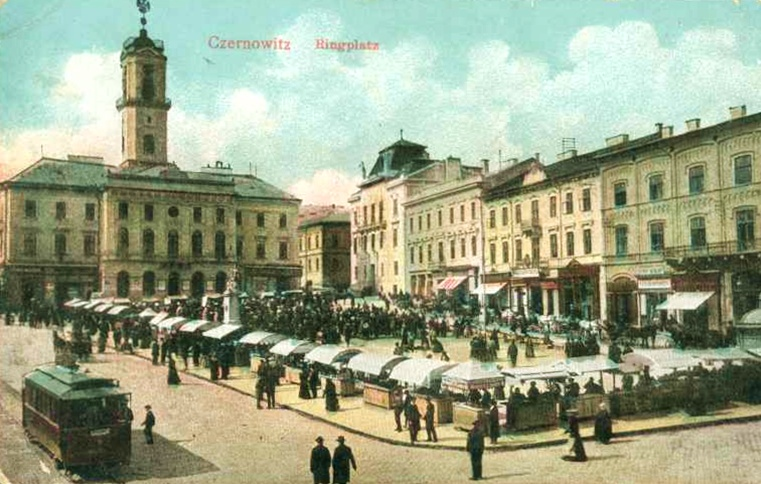
Cernăuți, regiunea istorică Bucovina

Iași, regiunea istorică Moldova

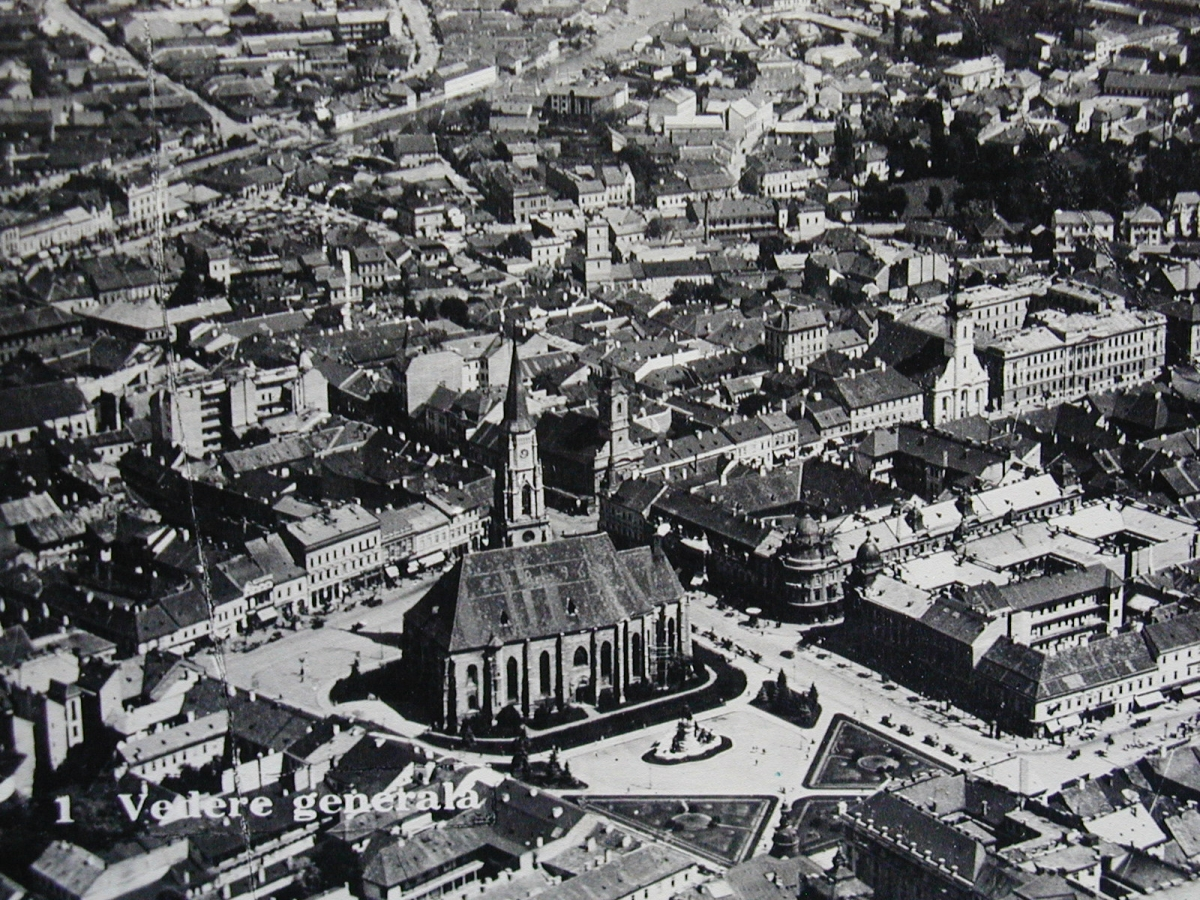
Cluj, regiunea istorică Transilvania

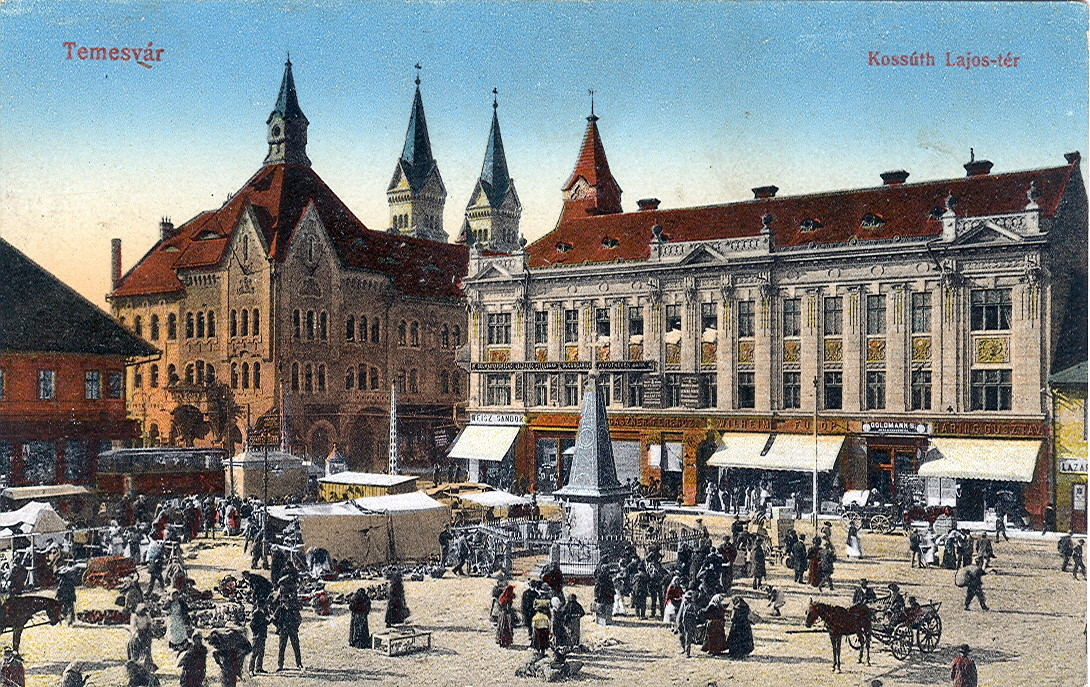
Timișoara, regiunea istorică Banat

Localitățile urbane cu un grad mai ridicat de dezvoltare și cu o populație mai mare aveau statutul de municipiu. Până în anul 1930, România avea 20 de municipii: București (care era și capitala țării), Arad, Bacău, Bălți, Brașov, Brăila, Cernăuți, Cetatea Albă, Chișinău, Cluj, Constanța, Craiova, Galați, Iași, Oradea, Ploești, Satu Mare, Sibiu, Târgu Mureș și Timișoara. După 1930, încă două localități au primit rangul de municipiu: Lugoj și Turnu Severin. De asemenea, tot după 1930, opt localități rurale au primit statutul de oraș sau comună urbană: Băile Slănic, Eforia, Fălciu, Fălești, Fetești, Predeal, Rezina-Târg și Sulița. Astfel, numărul total de așezări orășenești a ajuns la 180.
Localitățile urbane ale României Mari erau repartizate pe teritoriul celor 71 de județe interbelice în care era divizată țara. Județele cu cele mai multe orașe erau Constanța și Prahova, fiecare cu câte opt. Urmau șase județe care aveau câte cinci centre urbane pe teritoriul lor: Dorohoi, Hunedoara, Ismail, Putna, Tulcea, respectiv Vâlcea. Alte șapte județe aveau câte patru localități urbane: Alba, Bacău, Câmpulung, Cernăuți, Dolj, Ialomița și Teleorman. Celelalte județe aveau cel mult trei orașe fiecare, dintre care 19 județe un singur oraș, unde era stabilită și reședința de județ.
Transilvania, Moldova și Muntenia erau regiunile istorice cu cel mai mare număr de așezări urbane. Pe teritoriul Transilvaniei existau patru municipii (Cluj, Brașov, Sibiu, Târgu Mureș) și 27 de comune urbane. Moldova avea trei municipii (Iași, Galați, Bacău) și 28 de comune urbane, iar Muntenia, tot trei municipii (București, Ploești, Brăila), însă cu o comună urbană mai puțin decât Moldova. Următoarea regiune istorică ca număr de orașe era Basarabia, ce avea pe cuprinsul ei trei municipii (Chișinău, Bălți și Cetatea Albă) și 17 comune urbane, iar apoi Dobrogea (inclusiv Dobrogea de Sud sau Cadrilater), cu un municipiu (Constanța) și 18 comune urbane. În Oltenia se găseau două municipii (Craiova și Turnu Severin) și 14 comune urbane, iar în Bucovina, un singur municipiu (Cernăuți) și 14 localități cu statut de comună urbană. Regiunile istorice cu cele mai puține orașe erau Banat, Crișana, respectiv Maramureș-Sătmar. Astfel, Banatul cuprindea două municipii (Timișoara și Lugoj) și cinci comune urbane. Crișana avea de asemenea două municipii (Oradea și Arad), însă doar patru comune urbane. În zona Maramureș-Sătmar, din nord-vestul Regatului României, existau municipiul Satu Mare și patru comune urbane.
Fiecare regiune istorică a țării avea câte un oraș reprezentativ, care era cel mai mare al regiunii și capitală de facto în același timp: Muntenia – București, Oltenia – Craiova, Transilvania – Cluj, Crișana – Oradea, Banat – Timișoara, Maramureș-Sătmar – Satu Mare, Bucovina – Cernăuți, Basarabia – Chișinău, Moldova – Iași, Dobrogea – Constanța. Aceste centre urbane își păstrează acest statut nedeclarat oficial și în prezent, cu mențiunea că Suceava a devenit cel mai important oraș al Bucovinei de Sud (partea rămasă în România), iar Ismail este cel mai mare oraș din Basarabia de Sud, ținut cunoscut ca Bugeac și care astăzi intră în componența Ucrainei.
Din punct de vedere al populației, capitala țării, București, era de departe cel mai mare centru urban, singurul cu peste 600.000 de locuitori (conform datelor recensământului din 1930). Existau alte cinci municipii a căror populație depășea 100.000 de locuitori: Chișinău, Cernăuți, Iași, Cluj și Galați. Nouă municipii aveau între 50.000 și 100.000 de locuitori: Timișoara, Oradea, Ploești, Arad, Brăila, Craiova, Brașov, Constanța și Satu Mare. Între 30.000 și 50.000 de locuitori aveau următoarele 11 așezări: Sibiu, Târgu Mureș, Buzău, Cetatea Albă, Focșani, Botoșani, Tighina, Bacău, Giurgiu, Bălți și Bazargic; iar între 20.000 și 30.000, următoarele 10: Piatra Neamț, Roman, Sighet, Bârlad, Ismail, Lugoj, Târgoviște, Turnu Severin, Tulcea și Turda. Existau trei orașe cu o populație mai mică de 1.000 de locuitori, localități ce au obținut statut urban mai mult datorită faptului că erau stațiuni turistice: Băile Govora, Carmen Sylva și Eforia (ultimul cu circa 100 de locuitori).
Potrivit articolului 5 al legii administrative din 14 august 1938, comunele urbane erau de trei feluri: municipii, orașe reședințe de județ și orașe nereședințe de județ. Puteau fi declarate municipii „reședințele ținuturilor și orașele care au o populație de peste 50.000 locuitori, stabilită prin recensământul oficial și declarate astfel prin lege”. Conform articolului 194, în afara reședințelor de ținut (Alba-Iulia, București, Cernăuți, Chișinău, Cluj, Constanța, Craiova, Galați, Iași și Timișoara), mai erau menținute ca municipii orașele Brașov, Brăila, Ploiești, Sibiu, Arad și Oradea. 
După al Doilea Război Mondial, România a pierdut o parte dintre teritoriile din partea estică: Basarabia, Bucovina de Nord, Ținutul Herța și Cadrilaterul, pierzând implicit și cele 33 de municipii și orașe aflate în aceste zone. Pe teritoriul Ucrainei de astăzi se regăsesc 17 dintre vechile localități urbane interbelice românești. Cele mai mari și mai importante sunt Cernăuți (în regiunea omonimă), Cetatea Albă și Ismail (în regiunea Odesa). Aceste trei orașe au stat regional în cadrul Ucrainei. Alte 12 orașe au statul raional: Cozmeni, Herța, Hotin, Storojineț, Sulița, Vășcăuți, Vijnița, Zastavna (în regiunea Cernăuți) și Bolgrad, Chilia Nouă, Reni, Vâlcov (în regiunea Odesa). Acestora li se adaugă fostele târguri românești Tuzla (astăzi comună sau selsoviet în regiunea Odesa), respectiv Sadagura (în prezent cartier sau microraion înglobat în orașul Cernăuți). Pe teritoriul actual al Republicii Moldova se regăsesc 11 orașe interbelice românești. Patru dintre ele au astăzi statut de municipiu: Chișinău (capitala Republicii Moldova), Bălți (supranumit „capitala nordului”), Comrat (aflat în Unitatea Teritorială Autonomă Găgăuzia) și Tighina sau Bender (în Republica Moldovenească Nistreană). Celelalte șapte orașe sunt fiecare reședința raionului omonim: Cahul, Călărași-Târg, Fălești, Leova, Orhei, Rezina-Târg și Soroca. Bulgaria are pe teritoriul său cinci localități care între 1913–1940 au făcut parte dintre orașele interbelice românești: Bazargic (actualmente Dobrici), Balcic și Cavarna în regiunea Dobrici, respectiv Silistra (sau Dârstor) și Turtucaia (actualmente Tutrakan) în regiunea Silistra.
Potrivit Decretului-Lege 1756 din 2 iunie 1945, au fost păstrate ca municipii orașele Alba-Iulia, Arad, Brăila, Brașov, București, Cluj, Constanța, Craiova, Galați, Iași, Oradea-Mare, Ploiești, Satu-Mare, Sibiu, Târgu-Mureș și Timișoara. 
Restul de 147 de orașe interbelice se regăsesc în România contemporană: 92 au rang de municipiu (dintre care 41 sunt reședințe de județ), 49 au rang de oraș (fostele comune urbane Carmen Sylva și Eforia formează în prezent un singur oraș – Eforie), iar șase au fost retrogradate la statutul de comună (Fălciu, Filipești-Târg, Mihăileni, Ostrov, Plenița și Vama).
Marea majoritate a orașelor românești interbelice și-au păstrat numele până în prezent. Există câteva excepții, precum: Diciosânmartin (începând cu 1941 se numește Târnăveni), Tighina (astăzi cu denumirea oficială de Bender), Bazargic (care a devenit Dobrici), Carmen Sylva (în prezent Efore Sud), Băile Slănic (azi Slănic-Moldova).

## Lista orașelor după mai multe criterii
| Nr. | Nume localitate       | Statut          | Județ interbelic | Regiune istorică | Populație (1930) 4 | Statut actual        | Țară actuală      | Unit. admin.                           | Nume alternative                                     |
| --- | --------------------- | --------------- | ---------------- | ---------------- | ------------------ | -------------------- | ----------------- | -------------------------------------- | ---------------------------------------------------- |
| 1   | Abrud                 | comună urbană   | Alba             | Transilvania     | 2.468              | oraș                 | România           | Județul Alba                           |                                                      |
| 2   | Adjud                 | comună urbană   | Putna            | Moldova          | 6.748              | municipiu            | România           | Județul Vrancea                        |                                                      |
| 3   | Aiud                  | comună urbană   | Alba             | Transilvania     | 9.478              | municipiu            | România           | Județul Alba                           |                                                      |
| 4   | Alba Iulia            | municipiu 1     | Alba             | Transilvania     | 12.282             | municipiu            | România           | Județul Alba                           |                                                      |
| 5   | Alexandria            | comună urbană   | Teleorman        | Muntenia         | 19.350             | municipiu            | România           | Județul Teleorman                      |                                                      |
| 6   | Arad                  | municipiu       | Arad             | Crișana          | 77.181             | municipiu            | România           | Județul Arad                           |                                                      |
| 7   | Babadag               | comună urbană   | Tulcea           | Dobrogea         | 4.626              | oraș                 | România           | Județul Tulcea                         |                                                      |
| 8   | Bacău                 | municipiu 5     | Bacău            | Moldova          | 31.138             | municipiu            | România           | Județul Bacău                          |                                                      |
| 9   | Baia de Aramă         | comună urbană   | Mehedinți        | Oltenia          | 1.461              | oraș                 | România           | Județul Mehedinți                      |                                                      |
| 10  | Baia Mare             | comună urbană   | Satu Mare        | Maramureș-Sătmar | 13.904             | municipiu            | România           | Județul Maramureș                      |                                                      |
| 11  | Baia Sprie            | comună urbană   | Satu Mare        | Maramureș-Sătmar | 4.127              | oraș                 | România           | Județul Maramureș                      |                                                      |
| 12  | Balcic                | comună urbană   | Caliacra         | Dobrogea         | 6.396              | oraș                 | Bulgaria          | Regiunea Dobrici, Comuna Balcic        |                                                      |
| 13  | Balș                  | comună urbană   | Romanați         | Oltenia          | 5.501              | oraș                 | România           | Județul Olt                            |                                                      |
| 14  | Bazargic              | comună urbană   | Caliacra         | Dobrogea         | 30.106             | oraș                 | Bulgaria          | Regiunea Dobrici, Comuna Dobrici       | Dobrici (în prezent)                                 |
| 15  | Băile Govora          | comună urbană   | Vâlcea           | Oltenia          | 910                | oraș                 | România           | Județul Vâlcea                         | Govora                                               |
| 16  | Băile Slănic          | comună urbană 2 | Bacău            | Moldova          | 1.761              | oraș                 | România           | Județul Bacău                          | Slănic, Slănic Moldova (în prezent)                  |
| 17  | Băilești              | comună urbană   | Dolj             | Oltenia          | 13.169             | municipiu            | România           | Județul Dolj                           |                                                      |
| 18  | Bălți                 | municipiu 5     | Bălți            | Basarabia        | 30.570             | municipiu            | Republica Moldova | Municipiul Bălți                       |                                                      |
| 19  | Bârlad                | comună urbană   | Tutova           | Moldova          | 26.204             | municipiu            | România           | Județul Vaslui                         |                                                      |
| 20  | Beiuș                 | comună urbană   | Bihor            | Crișana          | 4.293              | municipiu            | România           | Județul Bihor                          |                                                      |
| 21  | Bistrița              | comună urbană   | Năsăud           | Transilvania     | 14.128             | municipiu            | România           | Județul Bistrița-Năsăud                |                                                      |
| 22  | Blaj                  | comună urbană   | Târnava Mică     | Transilvania     | 4.618              | municipiu            | România           | Județul Alba                           |                                                      |
| 23  | Bolgrad               | comună urbană   | Ismail           | Basarabia        | 14.280             | oraș raional         | Ucraina           | Regiunea Odesa, Raionul Bolgrad        |                                                      |
| 24  | Botoșani              | comună urbană   | Botoșani         | Moldova          | 32.355             | municipiu            | România           | Județul Botoșani                       |                                                      |
| 25  | Brașov                | municipiu       | Brașov           | Transilvania     | 59.232             | municipiu            | România           | Județul Brașov                         |                                                      |
| 26  | Brăila                | municipiu       | Brăila           | Muntenia         | 68.347             | municipiu            | România           | Județul Brăila                         |                                                      |
| 27  | București             | municipiu       | Ilfov            | Muntenia         | 639.040            | municipiu            | România           | Municipiul București                   |                                                      |
| 28  | Buhuși                | comună urbană   | Neamț            | Moldova          | 8.655              | oraș                 | România           | Județul Bacău                          |                                                      |
| 29  | Buzău                 | comună urbană   | Buzău            | Muntenia         | 35.687             | municipiu            | România           | Județul Buzău                          |                                                      |
| 30  | Cahul                 | comună urbană   | Cahul            | Basarabia        | 11.370             | oraș                 | Republica Moldova | Raionul Cahul                          |                                                      |
| 31  | Calafat               | comună urbană   | Dolj             | Oltenia          | 7.633              | municipiu            | România           | Județul Dolj                           |                                                      |
| 32  | Caracal               | comună urbană   | Romanați         | Oltenia          | 14.950             | municipiu            | România           | Județul Olt                            |                                                      |
| 33  | Caransebeș            | comună urbană   | Severin          | Banat            | 8.704              | municipiu            | România           | Județul Caraș-Severin                  |                                                      |
| 34  | Carei                 | comună urbană   | Sălaj            | Maramureș-Sătmar | 16.042             | municipiu            | România           | Județul Satu Mare                      |                                                      |
| 35  | Carmen Sylva          | comună urbană   | Constanța        | Dobrogea         | 872                | oraș 3               | România           | Județul Constanța                      | Băile Movilă (până în 1928), Eforie Sud (în prezent) |
| 36  | Cavarna               | comună urbană   | Caliacra         | Dobrogea         | 5.086              | oraș                 | Bulgaria          | Regiunea Dobrici, Comuna Cavarna       | Kavarna                                              |
| 37  | Călărași              | comună urbană   | Ialomița         | Muntenia         | 18.053             | municipiu            | România           | Județul Călărași                       |                                                      |
| 38  | Călărași-Târg         | comună urbană   | Lăpușna          | Basarabia        | 4.776              | oraș                 | Republica Moldova | Raionul Călărași                       | Călărași (inclusiv în prezent)                       |
| 39  | Călimănești           | comună urbană   | Vâlcea           | Oltenia          | 2.876              | oraș                 | România           | Județul Vâlcea                         |                                                      |
| 40  | Câmpina               | comună urbană   | Prahova          | Muntenia         | 16.918             | municipiu            | România           | Județul Prahova                        |                                                      |
| 41  | Câmpulung             | comună urbană   | Muscel           | Muntenia         | 13.868             | municipiu            | România           | Județul Argeș                          |                                                      |
| 42  | Câmpulung Moldovenesc | comună urbană   | Câmpulung        | Bucovina         | 10.071             | municipiu            | România           | Județul Suceava                        | Câmpulung, Câmpulungul (Moldovenesc)                 |
| 43  | Cernavodă             | comună urbană   | Constanța        | Dobrogea         | 6.744              | oraș                 | România           | Județul Constanța                      |                                                      |
| 44  | Cernăuți              | municipiu       | Cernăuți         | Bucovina         | 112.427            | oraș regional        | Ucraina           | Regiunea Cernăuți, Orașul Cernăuți     |                                                      |
| 45  | Cetatea Albă          | municipiu       | Cetatea Albă     | Basarabia        | 34.485             | oraș regional        | Ucraina           | Regiunea Odesa, Raionul Cetatea Albă   |                                                      |
| 46  | Chilia Nouă           | comună urbană   | Ismail           | Basarabia        | 17.245             | oraș raional         | Ucraina           | Regiunea Odesa, Raionul Chilia         | Chilia                                               |
| 47  | Chișinău              | municipiu       | Lăpușna          | Basarabia        | 114.896            | municipiu            | Republica Moldova | Municipiul Chișinău                    |                                                      |
| 48  | Cluj                  | municipiu       | Cluj             | Transilvania     | 100.844            | municipiu            | România           | Județul Cluj                           | Cluj-Napoca (în prezent)                             |
| 49  | Comrat                | comună urbană   | Tighina          | Basarabia        | 12.331             | municipiu            | Republica Moldova | U.T.A. Găgăuzia, Districtul Comrat     |                                                      |
| 50  | Constanța             | municipiu       | Constanța        | Dobrogea         | 59.164             | municipiu            | România           | Județul Constanța                      |                                                      |
| 51  | Corabia               | comună urbană   | Romanați         | Oltenia          | 8.857              | oraș                 | România           | Județul Olt                            |                                                      |
| 52  | Cozmeni               | comună urbană   | Cernăuți         | Bucovina         | 4.918              | oraș raional         | Ucraina           | Regiunea Cernăuți, Raionul Cozmeni     | Cosmeni, Coțmani, Chițmani                           |
| 53  | Craiova               | municipiu       | Dolj             | Oltenia          | 63.215             | municipiu            | România           | Județul Dolj                           |                                                      |
| 54  | Curtea de Argeș       | comună urbană   | Argeș            | Muntenia         | 6.809              | municipiu            | România           | Județul Argeș                          |                                                      |
| 55  | Darabani              | comună urbană   | Dorohoi          | Moldova          | 10.748             | oraș                 | România           | Județul Botoșani                       |                                                      |
| 56  | Dej                   | comună urbană   | Someș            | Transilvania     | 15.110             | municipiu            | România           | Județul Cluj                           |                                                      |
| 57  | Deva                  | comună urbană   | Hunedoara        | Transilvania     | 10.509             | municipiu            | România           | Județul Hunedoara                      |                                                      |
| 58  | Diciosânmartin        | comună urbană   | Târnava Mică     | Transilvania     | 6.567              | municipiu            | România           | Județul Mureș                          | Târnăveni (în prezent)                               |
| 59  | Dorohoi               | comună urbană   | Dorohoi          | Moldova          | 15.866             | municipiu            | România           | Județul Botoșani                       |                                                      |
| 60  | Drăgășani             | comună urbană   | Vâlcea           | Oltenia          | 7.002              | municipiu            | România           | Județul Vâlcea                         |                                                      |
| 61  | Dumbrăveni            | comună urbană   | Târnava Mică     | Transilvania     | 4.067              | oraș                 | România           | Județul Sibiu                          |                                                      |
| 62  | Eforia                | comună urbană 2 | Constanța        | Dobrogea         | 103                | oraș 3               | România           | Județul Constanța                      | Eforie Nord (în prezent)                             |
| 63  | Făgăraș               | comună urbană   | Făgăraș          | Transilvania     | 7.841              | municipiu            | România           | Județul Brașov                         |                                                      |
| 64  | Fălciu                | comună urbană 2 | Fălciu           | Moldova          | 2.677              | comună               | România           | Județul Vaslui                         | Fălciu-Târg                                          |
| 65  | Fălești               | comună urbană 2 | Bălți            | Basarabia        | 6.278              | oraș                 | Republica Moldova | Raionul Fălești                        |                                                      |
| 66  | Fălticeni             | comună urbană   | Baia             | Moldova          | 14.096             | municipiu            | România           | Județul Suceava                        |                                                      |
| 67  | Fetești               | comună urbană 2 | Ialomița         | Muntenia         | 5.353              | municipiu            | România           | Județul Ialomița                       |                                                      |
| 68  | Filipești-Târg        | comună urbană   | Prahoval         | Muntenia         | 1.915              | comună               | România           | Județul Prahova                        | Filipeștii de Târg (inclusiv în prezent)             |
| 69  | Focșani               | comună urbană   | Putna            | Moldova          | 32.481             | municipiu            | România           | Județul Vrancea                        |                                                      |
| 70  | Galați                | municipiu       | Covurlui         | Moldova          | 100.509            | municipiu            | România           | Județul Galați                         |                                                      |
| 71  | Găești                | comună urbană   | Dâmbovița        | Muntenia         | 5.328              | oraș                 | România           | Județul Dâmbovița                      |                                                      |
| 72  | Gheorgheni            | comună urbană   | Ciuc             | Transilvania     | 10.355             | municipiu            | România           | Județul Harghita                       |                                                      |
| 73  | Gherla                | comună urbană   | Someș            | Transilvania     | 6.608              | municipiu            | România           | Județul Cluj                           |                                                      |
| 74  | Giurgiu               | comună urbană   | Vlașca           | Muntenia         | 31.016             | municipiu            | România           | Județul Giurgiu                        |                                                      |
| 75  | Gura Humorului        | comună urbană   | Câmpulung        | Bucovina         | 6.042              | oraș                 | România           | Județul Suceava                        | Gura Homorului                                       |
| 76  | Hațeg                 | comună urbană   | Hunedoara        | Transilvania     | 3.383              | oraș                 | România           | Județul Hunedoara                      |                                                      |
| 77  | Hârlău                | comună urbană   | Botoșani         | Moldova          | 9.074              | oraș                 | România           | Județul Iași                           |                                                      |
| 78  | Hârșova               | comună urbană   | Constanța        | Dobrogea         | 3.665              | oraș                 | România           | Județul Constanța                      |                                                      |
| 79  | Herța                 | comună urbană   | Dorohoi          | Moldova          | 8.454              | oraș raional         | Ucraina           | Regiunea Cernăuți, Raionul Herța       |                                                      |
| 80  | Hotin                 | comună urbană   | Hotin            | Basarabia        | 15.334             | oraș raional         | Ucraina           | Regiunea Cernăuți, Raionul Hotin       |                                                      |
| 81  | Huedin                | comună urbană   | Cluj             | Transilvania     | 5.401              | oraș                 | România           | Județul Cluj                           |                                                      |
| 82  | Hunedoara             | comună urbană   | Hunedoara        | Transilvania     | 4.600              | municipiu            | România           | Județul Hunedoara                      |                                                      |
| 83  | Huși                  | comună urbană   | Fălciu           | Moldova          | 17.130             | municipiu            | România           | Județul Vaslui                         |                                                      |
| 84  | Iași                  | municipiu       | Iași             | Moldova          | 102.872            | municipiu            | România           | Județul Iași                           |                                                      |
| 85  | Isaccea               | comună urbană   | Tulcea           | Dobrogea         | 4.576              | oraș                 | România           | Județul Tulcea                         |                                                      |
| 86  | Ismail                | comună urbană   | Ismail           | Basarabia        | 24.998             | oraș regional        | Ucraina           | Regiunea Odesa, Orașul Ismail          | Izmail                                               |
| 87  | Leova                 | comună urbană   | Cahul            | Basarabia        | 6.539              | oraș                 | Republica Moldova | Raionul Leova                          |                                                      |
| 88  | Lipova                | comună urbană   | Timiș-Torontal   | Banat            | 6.000              | oraș                 | România           | Județul Arad                           |                                                      |
| 89  | Lugoj                 | municipiu 1, 5  | Severin          | Banat            | 23.593             | municipiu            | România           | Județul Timiș                          |                                                      |
| 90  | Mangalia              | comună urbană   | Constanța        | Dobrogea         | 2.764              | municipiu            | România           | Județul Constanța                      |                                                      |
| 91  | Măcin                 | comună urbană   | Tulcea           | Dobrogea         | 5.628              | oraș                 | România           | Județul Tulcea                         |                                                      |
| 92  | Mărășești             | comună urbană   | Putna            | Moldova          | 4.532              | oraș                 | România           | Județul Vrancea                        |                                                      |
| 93  | Medgidia              | comună urbană   | Constanța        | Dobrogea         | 6.466              | municipiu            | România           | Județul Constanța                      |                                                      |
| 94  | Mediaș                | comună urbană   | Târnava Mare     | Transilvania     | 15.505             | municipiu            | România           | Județul Sibiu                          |                                                      |
| 95  | Mercurea Ciuc         | comună urbană   | Ciuc             | Transilvania     | 4.807              | municipiu            | România           | Județul Harghita                       | Miercurea Ciuc (inclusiv în prezent)                 |
| 96  | Mihăileni             | comună urbană   | Dorohoi          | Moldova          | 3.686              | comună               | România           | Județul Botoșani                       |                                                      |
| 97  | Mizil                 | comună urbană   | Buzău            | Muntenia         | 6.440              | oraș                 | România           | Județul Prahova                        |                                                      |
| 98  | Moinești              | comună urbană   | Bacău            | Moldova          | 6.616              | municipiu            | România           | Județul Bacău                          |                                                      |
| 99  | Năsăud                | comună urbană   | Năsăud           | Transilvania     | 3.512              | oraș                 | România           | Județul Bistrița-Năsăud                |                                                      |
| 100 | Ocnele Mari           | comună urbană   | Vâlcea           | Oltenia          | 7.223              | oraș                 | România           | Județul Vâlcea                         |                                                      |
| 101 | Odobești              | comună urbană   | Putna            | Moldova          | 8.106              | oraș                 | România           | Județul Vrancea                        |                                                      |
| 102 | Odorhei               | comună urbană   | Odorhei          | Transilvania     | 8.518              | municipiu            | România           | Județul Harghita                       | Odorheiu Secuiesc (în prezent)                       |
| 103 | Oltenița              | comună urbană   | Ilfov            | Muntenia         | 10.389             | municipiu            | România           | Județul Călărași                       |                                                      |
| 104 | Oradea                | municipiu       | Bihor            | Crișana          | 82.687             | municipiu            | România           | Județul Bihor                          | Oradea Mare (până în 1925)                           |
| 105 | Oravița               | comună urbană   | Caraș            | Banat            | 9.585              | oraș                 | România           | Județul Caraș-Severin                  | Oravița Montană (până în 1924)                       |
| 106 | Orăștie               | comună urbană   | Hunedoara        | Transilvania     | 7.337              | municipiu            | România           | Județul Hunedoara                      |                                                      |
| 107 | Orhei                 | comună urbană   | Orhei            | Basarabia        | 15.279             | oraș                 | Republica Moldova | Raionul Orhei                          |                                                      |
| 108 | Orșova                | comună urbană   | Severin          | Banat            | 8.159              | municipiu            | România           | Județul Mehedinți                      |                                                      |
| 109 | Ostrov                | comună urbană   | Durostor         | Dobrogea         | 3.113              | comună               | România           | Județul Constanța                      |                                                      |
| 110 | Panciu                | comună urbană   | Putna            | Moldova          | 6.816              | oraș                 | România           | Județul Vrancea                        |                                                      |
| 111 | Pașcani               | comună urbană   | Baia             | Moldova          | 13.968             | municipiu            | România           | Județul Iași                           |                                                      |
| 112 | Petroșeni             | comună urbană   | Hunedoara        | Transilvania     | 15.405             | municipiu            | România           | Județul Hunedoara                      | Petroșani (inclusiv în prezent)                      |
| 113 | Piatra Neamț          | comună urbană   | Neamț            | Moldova          | 29.827             | municipiu            | România           | Județul Neamț                          | Piatra                                               |
| 114 | Pitești               | comună urbană   | Argeș            | Muntenia         | 19.532             | municipiu            | România           | Județul Argeș                          |                                                      |
| 115 | Plenița               | comună urbană   | Dolj             | Oltenia          | 7.771              | comună               | România           | Județul Dolj                           |                                                      |
| 116 | Ploești               | municipiu       | Prahova          | Muntenia         | 79.149             | municipiu            | România           | Județul Prahova                        | Ploiești (în prezent)                                |
| 117 | Predeal               | comună urbană 2 | Prahova          | Muntenia         | 2.113              | oraș                 | România           | Județul Brașov                         |                                                      |
| 118 | Pucioasa              | comună urbană   | Dâmbovița        | Muntenia         | 5.772              | oraș                 | România           | Județul Dâmbovița                      |                                                      |
| 119 | Rădăuți               | comună urbană   | Rădăuți          | Bucovina         | 16.788             | municipiu            | România           | Județul Suceava                        |                                                      |
| 120 | Râmnicu Sărat         | comună urbană   | Râmnicu Sărat    | Muntenia         | 15.007             | municipiu            | România           | Județul Buzău                          | Râmnicul Sărat                                       |
| 121 | Râmnicu Vâlcea        | comună urbană   | Vâlcea           | Oltenia          | 15.648             | municipiu            | România           | Județul Vâlcea                         | Râmnicul Vâlcea, Râmnicul Vâlcii                     |
| 122 | Reghin                | comună urbană   | Mureș            | Transilvania     | 9.290              | municipiu            | România           | Județul Mureș                          |                                                      |
| 123 | Reni                  | comună urbană   | Ismail           | Basarabia        | 11.923             | oraș raional         | Ucraina           | Regiunea Odesa, Raionul Reni           |                                                      |
| 124 | Reșița                | comună urbană   | Caraș            | Banat            | 19.868             | municipiu            | România           | Județul Caraș-Severin                  |                                                      |
| 125 | Rezina-Târg           | comună urbană 2 | Orhei            | Basarabia        | 3.767              | oraș                 | Republica Moldova | Raionul Rezina                         | Rezina (inclusiv în prezent)                         |
| 126 | Roman                 | comună urbană   | Roman            | Moldova          | 28.823             | municipiu            | România           | Județul Neamț                          |                                                      |
| 127 | Roșiorii de Vede      | comună urbană   | Teleorman        | Muntenia         | 11.453             | municipiu            | România           | Județul Teleorman                      | Roșiori de Vede                                      |
| 128 | Sadagura              | comună urbană   | Cernăuți         | Bucovina         | 8.968              | microraion (cartier) | Ucraina           | Regiunea Cernăuți, Orașul Cernăuți     | Sadigora, Sadiger                                    |
| 129 | Salonta               | comună urbană   | Bihor            | Crișana          | 15.297             | municipiu            | România           | Județul Bihor                          |                                                      |
| 130 | Satu Mare             | municipiu 6     | Satu Mare        | Maramureș-Sătmar | 51.495             | municipiu            | România           | Județul Satu Mare                      |                                                      |
| 131 | Săveni                | comună urbană   | Dorohoi          | Moldova          | 4.953              | oraș                 | România           | Județul Botoșani                       |                                                      |
| 132 | Sebeș                 | comună urbană   | Alba             | Transilvania     | 9.137              | municipiu            | România           | Județul Alba                           |                                                      |
| 133 | Sfântu Gheorghe       | comună urbană   | Trei Scaune      | Transilvania     | 10.818             | municipiu            | România           | Județul Covasna                        |                                                      |
| 134 | Sibiu                 | municipiu       | Sibiu            | Transilvania     | 49.345             | municipiu            | România           | Județul Sibiu                          |                                                      |
| 135 | Sighet                | comună urbană   | Maramureș        | Maramureș-Sătmar | 27.270             | municipiu            | România           | Județul Maramureș                      | Sighetu Marmației (în prezent)                       |
| 136 | Sighișoara            | comună urbană   | Târnava Mare     | Transilvania     | 13.033             | municipiu            | România           | Județul Mureș                          |                                                      |
| 137 | Silistra              | comună urbană   | Durostor         | Dobrogea         | 17.339             | oraș                 | Bulgaria          | Regiunea Silistra, Comuna Silistra     | Dârstor                                              |
| 138 | Sinaia                | comună urbană   | Prahova          | Muntenia         | 4.072              | oraș                 | România           | Județul Prahova                        |                                                      |
| 139 | Siret                 | comună urbană   | Rădăuți          | Bucovina         | 9.905              | oraș                 | România           | Județul Suceava                        |                                                      |
| 140 | Slatina               | comună urbană   | Olt              | Muntenia         | 11.243             | municipiu            | România           | Județul Olt                            |                                                      |
| 141 | Slănic                | comună urbană   | Prahova          | Muntenia         | 6.306              | oraș                 | România           | Județul Prahova                        | Slănic Prahova                                       |
| 142 | Slobozia              | comună urbană   | Ialomița         | Muntenia         | 7.591              | municipiu            | România           | Județul Ialomița                       |                                                      |
| 143 | Solca                 | comună urbană   | Suceava          | Bucovina         | 2.822              | oraș                 | România           | Județul Suceava                        |                                                      |
| 144 | Soroca                | comună urbană   | Soroca           | Basarabia        | 15.001             | oraș                 | Republica Moldova | Raionul Soroca                         |                                                      |
| 145 | Storojineț            | comună urbană   | Storojineț       | Bucovina         | 8.695              | oraș raional         | Ucraina           | Regiunea Cernăuți, Raionul Storojineț  |                                                      |
| 146 | Strehaia              | comună urbană   | Mehedinți        | Oltenia          | 7.870              | oraș                 | România           | Județul Mehedinți                      |                                                      |
| 147 | Suceava               | comună urbană   | Suceava          | Bucovina         | 17.028             | municipiu            | România           | Județul Suceava                        |                                                      |
| 148 | Sulina                | comună urbană   | Tulcea           | Dobrogea         | 6.399              | oraș                 | România           | Județul Tulcea                         |                                                      |
| 149 | Sulița                | comună urbană 2 | Hotin            | Basarabia        | 4.818              | oraș raional         | Ucraina           | Regiunea Cernăuți, Raionul Noua Suliță | Sulița-Târg, Noua Suliță (în prezent)                |
| 150 | Șimleul Silvaniei     | comună urbană   | Sălaj            | Crișana          | 7.448              | oraș                 | România           | Județul Sălaj                          | Șimleu Silvaniei (în prezent)                        |
| 151 | Ștefănești            | comună urbană   | Botoșani         | Moldova          | 8.891              | oraș                 | România           | Județul Botoșani                       | Ștefănești-Târg                                      |
| 152 | Târgoviște            | comună urbană   | Dâmbovița        | Muntenia         | 22.293             | municipiu            | România           | Județul Dâmbovița                      |                                                      |
| 153 | Târgu Frumos          | comună urbană   | Iași             | Moldova          | 4.932              | oraș                 | România           | Județul Iași                           |                                                      |
| 154 | Târgu Jiu             | comună urbană   | Gorj             | Oltenia          | 13.030             | municipiu            | România           | Județul Gorj                           |                                                      |
| 155 | Târgu Mureș           | municipiu 6     | Mureș            | Transilvania     | 38.517             | municipiu            | România           | Județul Mureș                          |                                                      |
| 156 | Târgu Neamț           | comună urbană   | Neamț            | Moldova          | 9.475              | oraș                 | România           | Județul Neamț                          |                                                      |
| 157 | Târgu Ocna            | comună urbană   | Bacău            | Moldova          | 12.588             | oraș                 | România           | Județul Bacău                          |                                                      |
| 158 | Târgu Săcuesc         | comună urbană   | Trei Scaune      | Transilvania     | 5.107              | municipiu            | România           | Județul Covasna                        | Târgu Secuiesc (inclusiv în prezent)                 |
| 159 | Techirghiol           | comună urbană   | Constanța        | Dobrogea         | 1.956              | oraș                 | România           | Județul Constanța                      |                                                      |
| 160 | Tecuci                | comună urbană   | Tecuci           | Moldova          | 17.172             | municipiu            | România           | Județul Galați                         |                                                      |
| 161 | Tighina               | comună urbană   | Tighina          | Basarabia        | 31.384             | municipiu            | Republica Moldova | Municipiul Bender / R.M.N.             | Bender (în prezent)                                  |
| 162 | Timișoara             | municipiu       | Timiș-Torontal   | Banat            | 91.580             | municipiu            | România           | Județul Timiș                          |                                                      |
| 163 | Tulcea                | comună urbană   | Tulcea           | Dobrogea         | 20.403             | municipiu            | România           | Județul Tulcea                         |                                                      |
| 164 | Turda                 | comună urbană   | Turda            | Transilvania     | 20.023             | municipiu            | România           | Județul Cluj                           |                                                      |
| 165 | Turnu Măgurele        | comună urbană   | Teleorman        | Muntenia         | 16.950             | municipiu            | România           | Județul Teleorman                      |                                                      |
| 166 | Turnu Severin         | municipiu 1, 5  | Mehedinți        | Oltenia          | 21.107             | municipiu            | România           | Județul Mehedinți                      | Drobeta-Turnu Severin (în prezent)                   |
| 167 | Turtucaia             | comună urbană   | Durostor         | Dobrogea         | 11.175             | oraș                 | Bulgaria          | Regiunea Silistra, Comuna Turtucaia    | Tutrakan                                             |
| 168 | Tuzla                 | comună urbană   | Cetatea Albă     | Basarabia        | 3.146              | comună (selsoviet)   | Ucraina           | Regiunea Odesa, Raionul Tatarbunar     |                                                      |
| 169 | Urlați                | comună urbană   | Prahova          | Muntenia         | 5.501              | oraș                 | România           | Județul Prahova                        |                                                      |
| 170 | Urziceni              | comună urbană   | Ialomița         | Muntenia         | 8.616              | municipiu            | România           | Județul Ialomița                       |                                                      |
| 171 | Vama                  | comună urbană   | Câmpulung        | Bucovina         | 5.315              | comună               | România           | Județul Suceava                        | Vamă                                                 |
| 172 | Vaslui                | comună urbană   | Vaslui           | Moldova          | 15.310             | municipiu            | România           | Județul Vaslui                         |                                                      |
| 173 | Vatra Dornei          | comună urbană   | Câmpulung        | Bucovina         | 9.826              | municipiu            | România           | Județul Suceava                        |                                                      |
| 174 | Vălenii de Munte      | comună urbană   | Prahova          | Muntenia         | 4.237              | oraș                 | România           | Județul Prahova                        | Văleni de Munte                                      |
| 175 | Vășcăuți              | comună urbană   | Storojineț       | Bucovina         | 6.336              | oraș raional         | Ucraina           | Regiunea Cernăuți, Raionul Vijnița     | Vășcăuți pe Ceremuș, Vașcăuți                        |
| 176 | Vâlcov                | comună urbană   | Ismail           | Basarabia        | 7.414              | oraș raional         | Ucraina           | Regiunea Odesa, Raionul Chilia         |                                                      |
| 177 | Vijnița               | comună urbană   | Storojineț       | Bucovina         | 3.799              | oraș raional         | Ucraina           | Regiunea Cernăuți, Raionul Vijnița     | Vișnița                                              |
| 178 | Zalău                 | comună urbană   | Sălaj            | Crișana          | 8.340              | municipiu            | România           | Județul Sălaj                          |                                                      |
| 179 | Zastavna              | comună urbană   | Cernăuți         | Bucovina         | 5.116              | oraș raional         | Ucraina           | Regiunea Cernăuți, Raionul Zastavna    |                                                      |
| 180 | Zimnicea              | comună urbană   | Teleorman        | Muntenia         | 10.879             | oraș                 | România           | Județul Teleorman                      |                                                      |

Note:

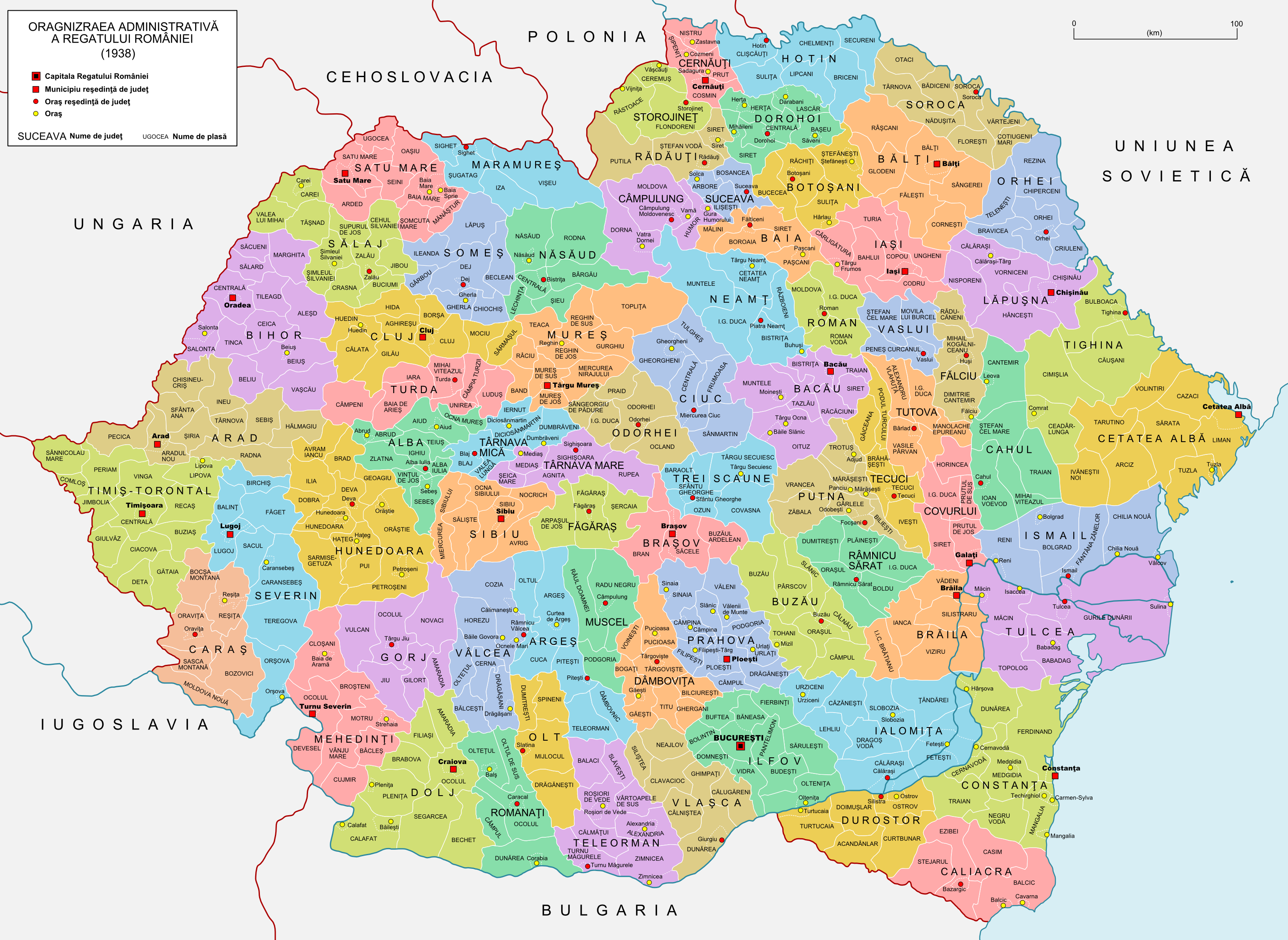
Harta administrativă cu județele și orașele Regatului României în 1938

- 1 Localitatea a primit statutul de municipiu după anul 1930.
- 2 Localitatea a primit statutul de comună urbană (oraș) după anul 1930.
- 3 Localitățile interbelice Carmen Sylva și Eforia formează în prezent un singur oraș: Eforie.
- 4 Extras din Recensământul general al populației României din 29 decemvrie 1930, Vol. II.
- 5 Localitatea a decăzut la rangul de comună urbană la 14 august 1938.
- 6 Localitatea a decăzut la rangul de comună urbană între 14 august 1938 și 1 iunie 1945.
- Localitățile scrise cu litere îngroșate erau reședințe de județ, cu mențiunea că Diciosânmartin a fost reședință de județ până în anul 1926, când reședința județului Târnava Mică a fost mutată la Blaj.